# ديفيد فورد (راكب الكنو)
ديفيد فورد هو راكب الكنو كندي، ولد في 23 مارس 1967 في إدمونتون في كندا.

## وصلات خارجية
- ديفيد فورد على موقع أوليمبيديا (الإنجليزية)